# SN 2002ez
SN 2002ez – supernowa typu Ia odkryta 23 lipca 2002 roku w galaktyce A220020-1400. W momencie odkrycia miała maksymalną jasność 17,60m.